# Charles Jonnart
Célestin Auguste Charles Jonnart, född den 27 december 1857, död den 30 september 1927, var en fransk politiker.
Jonnart var deputerad 1889-1914, var därefter senator, minister för offentliga arbeten i Casimir Périers regering 1893-94, generalguvernör i Algeriet 1909-11, samt utrikesminister i Aristide Briands regering 1913. Som republikens överkommissarie i Aten 1917 frantvingade han kung Konstantins tronavsägelse. 1921 blev han fransk ambassadör vid Påvestolen, men vilken sedan 15 år varit avbrutna, och lyckades få till stånd ett nytt reglement för kyrkoordningen i Frankrike.